# Зоб
Зоб или овас (лат. Avena sativa) биљна је врста из породице Poaceae. Поседује велики привредни значај. Користи се за исхрану људи и домаћих животиња. Зоб је нутријентима богата храна која је асоцирана са ниским нивоима крвног холестерола при редовној конзумацији. Површине засејане овом житарицом у свету износе око 14 милиона ha. Поседује 2n=42 хромозома.
Корен биљке је добро развијен и клија са три примарна коренчића. Стабло је чланковито и отпорније је на полегање од осталих стрних жита. Просечне висине око 80—120 cm. Лист је ланцетаст, паралелне нерватуре и без рошчића (aurikula). Цветови су смештени у цваст метлицу. Зоб је типично самооплодна биљка, плод је крупа, најчешће плевичаста. Постији озима и пролећна врста зоби.
Авенини присутни у овсу (протеини слични глиадину из пшенице) могу да изазову целијачна болест код малог дела популације. Исто тако, овсени продукти су фреквентно контаминирани другим житарицама које садрже глутен, углавном пшеницом и јечмом.

## Порекло
Дивљи предак соја Avena sativa и блиско сродан мање заступљеном усеву A. byzantina, је хексаплоидни дивљи зоб A. sterilis. Генетичка евиденција показује да су предачке форме соја A. sterilis расле у региону Плодног полумесеца ан Блиском истоку. До доместикације овса је вероватно дошло релативно касно, и далеко од Блиског истока, у Европи бронзаног доба. Зоб, слично ражи, је обично сматран секундарним усевом, тј. изведеним из корова примарних житарица, доместиковане пшенице и јечма. Попут тих житарица проширио се западно у хладније, влажније области, што је вероватно погодовало овсеној компоненти корова, и то је довело до његове доместикације.

## Култивација
| Продукција овса — 2014 Милиона тона                                         | Продукција овса — 2014 Милиона тона |
| --------------------------------------------------------------------------- | ----------------------------------- |
| Русија                                                                      | 5.3                                 |
| Канада                                                                      | 2.9                                 |
| Пољска                                                                      | 1.5                                 |
| Аустралија                                                                  | 1.3                                 |
| Финска                                                                      | 1.0                                 |
| Сједињене Државе                                                            | 1.0                                 |
| Свет                                                                        | 22.7                                |
| Уједињене нације, Организација за храну и пољопривреду, Одсек за статистику |                                     |

Сојеви овса се најбоље узгајају у регионима са умереном климом. Они имају мање захтеве за летњом топлотом и већу толеранцију кише од осталих житарица, као што су пшеница, раж или јечам, тако да су посебно важна култура у областима са хладним, влажним летима, као што је северна Европа, па чак и Исланд. Овсеви су једногодишња биљка, и могу се сејати било у јесен (за жетву у касно лето) или у пролеће (за јесењу жетву).

### Продукција
Године 2014, глобална продукција овса је била 22ј,7 милиона тона, при чему је највише произведено у Русији са 5,3 милиона тона или 23% светске производње. Други велики произвођачи су били Канада, Пољска, и Аустралија.

## Употребе
Зоб има бројне видове примене као храна; најчешће се користи ваљани зоб, или као гриз и брашно. Овсени гриз се углавном једе као каша, мада се може користити и у разним печеним намирницама, као шо су овсени колачи, кекси и овсени хлеб. Зоб је исто тако састојак многих хладних храна за доручак, а посебно муслија и граноле.
Историјски ставови према овсу су варирали. Овсени хлеб је прво произвођен Британији, где је прва фабрика овсеног хлеба успостављена 1899. У Шкотској је овај тип хлеба био и остао високо цењен и једна је од подлога националне исхране.
У Шкотској, јело је прављено натапањем овсених љусака током недељу дана, тако да је фини, брашнасти део јела заостао као седимент који се након кувања, јео. Зоб је исто тако широко коришћен као згушњивач у супама, на начин на који се јечам или пиринач користе у другим земљама.
Зоб је у широкој употреби као сточна храна за коње кад су додатни угљени хидрати и накнадно повећање енергије потребни. Зоб се обично изломи вањањем да би коњи лакше сварили зрна, мада се могу користити и цела зрна. Ова се може користи сам или као део мешаних пелета. Зом се исто тако користи за исхрану говеда, било цео или грубо млевен у прекруп користећи ваљчани млин или прекрупач. Овсена сточна храна се често користи у исхрани свих врста преживара, као свежа трава, слама, сено или силажа.
Зимски зоб се може користити као вансезонски покривач земљишта и заорати у пролеће као зелено ђубриво, или се пожњети у рано лето. Такође се може користити као пашњак; зоб се може неко време користити за испашу, а затим оставити за продукцију зрна, или се може непрекидно користити за испашу док не стигну други пашњаци.
Овсена слама је подесна за простирање испод говеда и коња, због њене мекане, релативно слободне од прашине, и апсорптивне природе. Слама се исто тако може користити за прављење сламних лутака. Везана у муслинској врећици, овсена слама је била коришћена за омекшавање воде за купање.
Зоб се повремено користи у неколико различитих пића. У Британији, се понекад користи за варење пива. Oatmeal stout је један тип припремљен користећи удео овса за прављење слада. Ређе коришћену зобну слад производи предузеће Thomas Fawcett & Sons Maltings и коришћена је за прављење Maclay Oat Malt Stout пре него шро је Maclays Brewery престала са самосталном производњом пива. Хладно, слатко пиће звано авена направљено од овсених пахуљица и млека је популарно освежење широм Јужне Америке. Овсени кодл, направљен од пива и зобених пахуљица са зачинима, је био традиционално британско пиће и омиљено пиће Оливера Кромвела.
Овсени екстракти се такође могу користити за олакшавање кожних обољења, и популарни су због њихових омекшавајућих својстава у козметици.
Овсна трава је традиционално коришћена у медицинске сврхе, укључујући помоћу у балансирању менструалног циклуса, третирању дисменореје и за остеопорозу и инфекције мокраћних путева.
У Кини, посебно у западној Унутрашњој Монголији и Шанси провинцији, овсено брашно (Avena nuda) звано „јоумјен” се користи за припрему резанаца или ролни са танким зидовима, и конзумира се као примарна храна.

### Производи од зоби
Производи од зоби су веома тражени због своје нутритивне вредности која премашује сва остала жита. Зоб има висок садржај масти, есенцијалних масних киселина и повољан аминокиселински састав протеина.
Стандардни производи млинске прераде зоби су зобене (овсене) пахуљице и зобена (овсена) брашна који се јављају у природном и прерађеном (инстантираном) облику. На тржишту се најчешће појављују у прерађеном облику и служе за брзу припрему каша. Зобене пахуљице се добијају спљоштавањем ољуштеног целог зрна или зобене крупице. Осим за припрему каша (оне чине основни садржај мусли) пахуљице се користе и као додатна сировина у производњи посебних врста хлеба, пецива и пекарских производа.
Зоб је важна сировина за индустријску производњу сточне хране. Зобено зрно је незаменљива висококвалитетна храна у узгоју коња.
И зобена слама има примену у сточној исхрани као баласна храна.
Зобеница — крув (хлеб) од зобеног брашна — био је особен за подручја на којима није погодан узгој пшенице. Један од таквих крајева је и Лика.

## Здравље

### Профил нутријената
Зоб се генерално сматра здравим услед његовог високог садржаја неколико есенцијалних нутријената (табела). У сервирању од 100 грама, зоб пружа 389 калорија и одличан је извор (20% или више дневне вредности, ДВ) протеина (34% ДВ), дијететских влакана (44% ДВ), неколико Б витамина и бројних дијететских минерала, посебно мангана (233% ДВ) (табела). Зоб се састоји од 66% угљених хидрата, укључујући 11% дијететских влакана и 4% бета-глукана, 7% масноћа и 17% протеина (табела).
Својство овса да снижава холестерол је довело до прихватања овса као здраве хране.

### Растворна влакна
Зобене мекиња је спољно кућиште зоби. Њихова свакодневна конзумација током више недеља снижава LDL („лош”) и тотални холестерол, и могуће је да снижава ризик од срчане болести. Показано је за један тип растворних влакана, бета-глукане, да снижавају холестерол.
Након објаве налаза истраживања да дијетарна влакна могу да помогну у снижавању холестерола, америчка Управа за храну и лекове (ФДА) је издала финалну одлуку којом се дозвољава прехрамбеним компанијама да стављају етикете са здравственим тврдњама на храну која садржи растворна влакна из целог овса (зобне мекиње, зобена брашна и роловану зоб), напомињући да 3,0 грама растворних влакана дневно из те хране може да редукује ризик од болести црца. Да би се квалификовала за здравствену тврдњу, храна која садржи зоб мора да пружи бар 0,75 грама растворних влакана по сервирању.
Бета-D-глукани, који се обично називају бета-глуканима, обухватају класу несварљивих полисахарида који су широко заступљени у природи у изворима као што су житарице, јечам, квасац, бактерије, алге и печурке. У овсу, јечму и друим житарицама, они су превасходно лоцирани у ендосперму ћелијских зидова. Здравствене тврдње за овсени бета-глукан важе за овсене мекиње, ваљани зоб, брашно од целог овса и оатрим, растворну фракцију алфа-амилазом хидролизованих овсених мекиња или целог овсеног брашна.
Зобни бета-глукан је вискозни полисахарид који се састоји од јединица моносахарида D-глукозе. Зобни бета-глукан је састављен од полисахарида се мешовитим везама. То значи да су везе између D-глукозних или D-глукопиранозилних јединица било бета-1, 3 везе или бета-1, 4 везе. Овај тип бета-глукана се такође назива мешовито везани (1→3), (1→4)-бета-D-глукан. (1→3)-везе умањују униформност структуре бета-D-глуканских молекула и чине их растворним и флексибилним. У поређењу с тим, несварљиви полисахарид целулоза је исто тако бета-глукан, али целулоза није растворна због својих (1→4)-бета-D-веза. Удео бета-глукана у разним производима од целог овса је: овсене мекиње имају од 5,5% до 23,0%; ваљани зоб, око 4%; брашно од целог овса око 4%.

### Масноће
Зоб, након кукуруза, има највиши липидни садржај од свих житарица, нпр, више од 10% за зоб и до 17% за неке кукурузне културе, у поређењу са 2—3% за пшеницу и већину других житарица. Овсени садржај поларних липида је (око 8—17% гликолипида и 10—20% фосфолипида или укупно око 33%) већи је него код других житарица, пошто је знатан део липидне фракције садржан у ендосперму.

### Протеин
Зоб је једина житарица која садржи глобулин или протеин сличан оном присутном код махунарки, авеналин, као главни (80%) складишни протеин. Глобулини су карактеристични по растворљивости у разблаженим сланим растворима за разлику од типичних житаричних протеина, као што су глутен и зеин, који спадају у проламине. Мање заступљени овсени протеин је проламин, авенин.
Овсени протеин је скоро еквивалентан по квалитету са протеином соје, за који су истраживања Светске здравствене организације показала да је једнак протеину меса, млека и јаја. Протеински садржај овса без љуске је у опсегу од 12 до 24%, што је највећи удео међу житарицама.

### Целијачна болест
Целијачна болест је перманентна нетолеранција глутенских протеина код људи са генетичком предиспозицијом, која има преваленцију од око 1% у развијеном свету. Глутен је присутан у пшеници, јечму, ражи, овсу, и свим њиховим сојевима и хибридима и састоји се од стотина протеина, са високим садржајем проламина.
Овсени проламини, звани авенини, су слични са глиадинима присутним у пшеници, хордеинима из јечма, и секалинима из ражи, који се колективно називају глутен. Авенинска токсичност код целијачних људи зависи од конзумираног овсеног соја збор разлика у проламинским генима, протеинским аминокиселинским секвенцама, и имунореактивности токсичних проламина која варира међу варијететима овса. Овсени продукти су често контаминирани са другим житарицама које садрже глутен током жетве, транспорта, иле прераде. Чист зоб садржи мање од 20 делова по милиону глутена из пшенице, јечма, ражи, или неког њиховог хибрида.
Употреба чистог овса у дијети без глутена пружа побољшану нутрициону вредност богатим садржајем овсених протеина, витамина, минерала, влакана, и липида, али је и даље контроверзна због реакције мале пропорције људи са целијачном болешћу на чист зоб. Неке сорте чистог овса могу да буду безбедна храна без глутена, уколико је позната сорта овса која је коришћена у прехрамбеном производу. Утврђивање безбедности конзумације овса је од критичног значаја, јер људи са неадекватно контролисаном целијачном болешћу могу да развију озбиљне здравствене компликације, укључујући канцере.
Употреба чисто зобних продуката је опција, коју уз сагласнот лекара, могу да користе особе са целијачном болести након што су биле на исхрани без глутена током бар 6 месеци и након што су сви целијачни симптоми клинички нестали. Целијачна болест се може повратити у неким случајевима при конзумацији чистог овса. Тестирање за присуство серумских антитела за целијачну болест није довољно сензитивно да би се детектовале особе које реагују на чист зоб и одсуство дигестивних симптома није прецизан индикатор интестиналног опоравка пошто до 50% људи са активном целијачном болешћу нема дигестивне симптоме. Доживотно праћење целијачних особа које изаберу да конзумирају зоб може да обухвата периодично извођење интестиналних биопсија. Дугорочни ефекти конзумације чистог овса још увек нису јасни и додатне добро дизајниране студије за идентификацију коришћених сојева су потребне пре него што се донесу коначне препоруке за исхрану без глутена.

### Лековито деловање
Зоб је веома важна у дијеталној исхрани болесника. Садржи све важније витамине и минерале. Користи се за лечење малокрвности, разних катарних упала органа за варење, а делује и на регенерацију целокупног организма.
Купке припремљене од зобене сламе помажу код болести јетре, бубрега, бубрежног каменца и гихта, затим код свих реуматичних потешкоћа, код костобоље и укочености.
Зоб важи за веома моћно, а ипак благо средство за јачање нервног система. Препоручује се онима који пате од несанице, психичког замора, анксиозности и депресије. Фармацеутска индустрија производи алкохолне тинктуре зоби, што је одлично средство за умирење (седатив).
Чај од неољуштене зоби препоручује се особама оболелим од рака, посебно рака дебелог црева. Овај чај делотворан је и код повишеног холестерола и високог крвног притиска.
Овсене пахуљице су одличан избор намирнице за особе које имају проблема са регулацијом телесне масе, проблем са варењем као и код оболелих од дијабетес малитуса јер је житарица која има низак гликемијски индекс а уз то је богата витаминима и минералима потребним у правилној исхрани(одржава ниво глукозе у крви).